# Urmo Aava
Urmo Aava (* 2. Februar 1979 in Tallinn) ist ein estnischer Rallyefahrer. Mit seinem Beifahrer Kuldar Sikk fährt er für Stobart Ford Team in der Rallye-Weltmeisterschaft.

## Karriere
Aava fuhr ab 2002 fünf Jahre in der Rallye-Juniorenweltmeisterschaft für das Suzuki Junior World Rally Team. In der Saison 2007 holte er zusätzlich, in einem privat eingesetzten Mitsubishi Lancer, drei Weltmeisterschaftspunkte. Für die Saison 2008 bekam er für zehn Rallyes die Chance einen aktuellen Citroën C4 WRC zu fahren. In der Saison 2009 fuhr er zwei Rallyes für Stobart-Ford.

## Einzelergebnisse
| Jahr | Team                     | Auto                  | 1       | 2      | 3       | 4 | 5       | 6       | 7      | 8       | 9       | 10      | 11      | 12      | 13      | 14      | 15      | 16     | Rang | Punkte |
| ---- | ------------------------ | --------------------- | ------- | ------ | ------- | - | ------- | ------- | ------ | ------- | ------- | ------- | ------- | ------- | ------- | ------- | ------- | ------ | ---- | ------ |
| 2002 | Urmo Aava                | Ford Focus RS WRC     |         |        |         |   |         |         |        |         | FIN DNF |         |         |         |         |         |         |        | –    | 0      |
| 2003 | Urmo Aava                | Suzuki Ignis S1600    | MON 20  |        | TUR DNF |   |         | GRE 19  |        |         | FIN 25  |         | ITA DNF |         | ESP 24  | GBR DNF |         |        | –    | 0      |
| 2004 | Urmo Aava                | Suzuki Ignis S1600    | MON 12  |        |         |   |         | GRE DNF | TUR 16 |         | FIN 23  |         |         | GBR DNF | ITA DNF |         | ESP DNF |        | –    | 0      |
| 2005 | Urmo Aava                | Suzuki Ignis S1600    | MON DNF |        |         |   | ITA 19  |         |        | GRE 19  |         | FIN 16  | GER DNF |         |         | FRA 19  | ESP 21  |        | –    | 0      |
| 2006 | Urmo Aava                | Suzuki Swift S1600    |         | SWE 22 |         |   | FRA 17  |         | ITA 18 |         |         | FIN DSQ |         |         | TUR 16  |         |         | GBR 42 | –    | 0      |
| 2007 | Urmo Aava                | Suzuki Swift S1600    |         |        | NOR 28  |   | POR 15  |         | ITA 13 |         |         | GER 12  |         | ESP 18  | FRA DNF | JPN 15  |         |        | 19   | 3      |
| 2007 | Urmo Aava                | Mitsubishi Lancer WRC |         |        |         |   |         |         |        | GRE 14  | FIN 7   |         | NZL 8   |         |         |         |         |        | 19   | 3      |
| 2008 | World Rally Team Estonia | Citroën C4 WRC        |         | SWE 18 |         |   | JOR DNF | ITA 8   | GRE 4  | TUR DNF | FIN 15  | GER 8   | NZL 5   | ESP DNF | FRA 7   |         |         |        | 11   | 13     |
| 2009 | Stobart VK Rally Team    | Ford Focus RS WRC     | IRL 10  | NOR 8  |         |   |         |         |        |         |         |         |         |         |         |         |         |        | 19   | 1      |
| 2009 | Urmo Aava                | Honda Civic Type-R R3 |         |        |         |   |         |         |        |         | FIN 29  |         |         |         |         |         |         |        | 19   | 1      |

| Legende  | Legende            | Legende                                                          |
| Farbe    | Abkürzung          | Bedeutung                                                        |
| -------- | ------------------ | ---------------------------------------------------------------- |
| Gold     | –                  | Sieg                                                             |
| Silber   | –                  | 2. Platz                                                         |
| Bronze   | –                  | 3. Platz                                                         |
| Grün     | –                  | Platzierung in den Punkten                                       |
| Blau     | –                  | Klassifiziert außerhalb der Punkteränge                          |
| Violett  | DNF                | Rennen nicht beendet (did not finish)                            |
| Violett  | NC                 | nicht klassifiziert (not classified)                             |
| Rot      | DNQ                | nicht qualifiziert (did not qualify)                             |
| Rot      | DNPQ               | in Vorqualifikation gescheitert (did not pre-qualify)            |
| Schwarz  | DSQ                | disqualifiziert (disqualified)                                   |
| Weiß     | DNS                | nicht am Start (did not start)                                   |
| Weiß     | WD                 | zurückgezogen (withdrawn)                                        |
| Hellblau | PO                 | nur am Training teilgenommen (practiced only)                    |
| Hellblau | TD                 | Freitags-Testfahrer (test driver)                                |
| ohne     | DNP                | nicht am Training teilgenommen (did not practice)                |
| ohne     | INJ                | verletzt oder krank (injured)                                    |
| ohne     | EX                 | ausgeschlossen (excluded)                                        |
| ohne     | DNA                | nicht erschienen (did not arrive)                                |
| ohne     | C                  | Rennen abgesagt (cancelled)                                      |
| ohne     | keine WM-Teilnahme |                                                                  |
| sonstige | P/fett             | Pole-Position                                                    |
| sonstige | 1/2/3/4/5/6/7/8    | Punktplatzierung im Sprint-/Qualifikationsrennen                 |
| sonstige | SR/kursiv          | Schnellste Rennrunde                                             |
| sonstige | *                  | nicht im Ziel, aufgrund der zurückgelegten Distanz aber gewertet |
| sonstige | ()                 | Streichresultate                                                 |
| sonstige | unterstrichen      | Führender in der Gesamtwertung                                   |